# Miguel I Comneno Ducas
Miguel I Comneno Ducas (em grego: Μιχαήλ Κομνηνός Δούκας; romaniz.: Mikhaēl Komnēnos Doukas), por vezes chamado incorretamente de "Miguel Ângelo" (um nome que ele jamais usou), foi o fundador e o primeiro governante do Despotado de Epiro entre 1205 até a sua morte em 1215.

## Vida
Miguel era um dos filhos ilegítimos do sebastocrator João Ducas e, portanto, primo em primeiro grau dos imperadores Isaac II Ângelo e Aleixo III Ângelo.
Antes de 1204, ele foi governador do Tema de Milasa e Melanúdio na Ásia Menor. Após a conquista de Constantinopla pelas forças da Quarta Cruzada, Miguel passou por um breve período para o serviço de Bonifácio de Monferrato, que recebeu o Reino de Tessalônica e o domínio sobre a região da Grécia na divisão dos territórios bizantinos. Miguel abandonou Bonifácio e é possível que tenha tentado resistir ao domínio dos cruzados no Peloponeso, talvez chegando a lutar na Batalha do Olival de Cúnduros (Koundouros).
Após a derrota nesta batalha, ele fugiu para Epiro, onde ele fundou um estado sucessor bizantino, incorretamente chamado de Despotado de Epiro, com capital em Arta, na região do antigo Tema de Nicópolis. Epiro se tornou o refúgio para muitos gregos vindos de Constantinopla, da Tessália e do Peloponeso, e Miguel foi descrito como sendo um segundo Noé, resgatando muitos homens da "enchente latina". João X Camatero, o patriarca de Constantinopla, contudo, não considerava Miguel um governante legítimo e se uniu a Teodoro I Láscaris em Niceia; Miguel, por conta disso, reconheceu a autoridade eclesiástica do papa Inocêncio III sobre Epiro, cortando suas relações com a Igreja Ortodoxa, também exilada em Niceia.
Em Epiro, Miguel resistiu às tentativas de Bonifácio de Monferrato de subjugá-lo. O imperador latino Henrique de Flandres exigiu que Miguel se submetesse e aceitou uma aliança na qual a filha de Miguel se casaria com o irmão dele, Eustácio, em 1209. Miguel não honrou a aliança contando que a montanhosa região de Epiro seria impenetrável às forças latinas com quem ele firmava e rompia alianças. Enquanto isso, os parentes de Bonifácio em Monferrato também reivindicavam direitos sobre Epiro e, em 1210, Miguel se aliou à República de Veneza e atacou o Reino de Tessalônica. Alega-se que ele teria sido excessivamente cruel com os prisioneiros que fez, chegando até mesmo a crucificar padres latinos, o que levou Inocêncio III a excomungá-lo. Henrique libertou a cidade no mesmo ano e forçou Miguel a aceitar uma aliança.
Porém, Miguel se concentrou em conquistar algumas cidades estrategicamente importantes, incluindo Lárissa, na Tessália, dos latinos em 1212, e Dirráquio e Corfu dos venezianos dois anos depois. Ele também tomo os portos no golfo de Corinto. Finalmente, obrigado a entrar numa guerra contra a Sérvia como aliado do Império Latino e da Bulgária, Miguel foi assassinado por um servo em 1215 e foi sucedido por seu meio-irmão Teodoro Comneno Ducas.

## Família
Miguel I era casado coma filha de um magnata de Epiro, com que teve:
- Constantino Comneno Ducas, que morreu jovem.
- Teodora Comnena Ducena.
- Maria Comnena Ducena, que se casou com Constantino Melisseno.

De uma amante da qual não sabemos o nome, Miguel I teve pelo menos mais um filho:
- Miguel II Comneno Ducas, que o sucedeu como governante de Epiro em 1230.